# Lycklama state

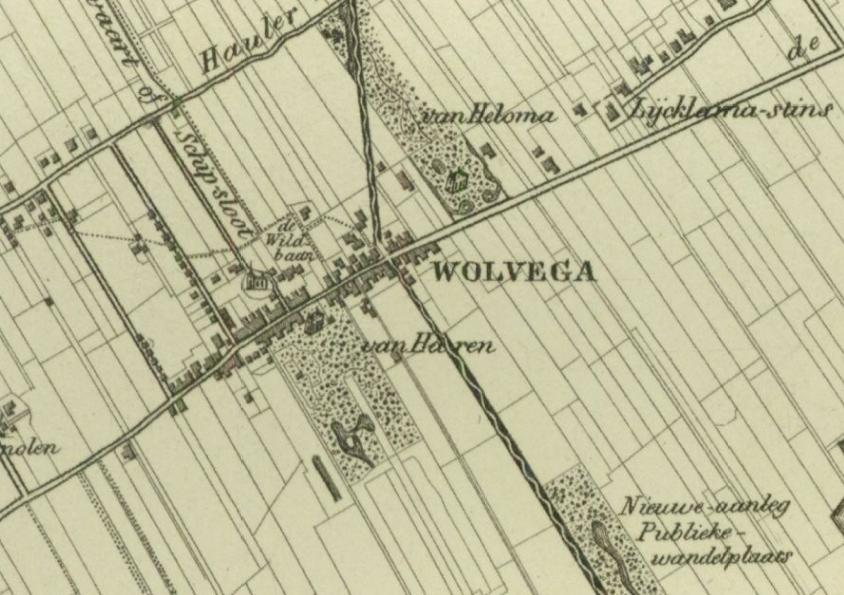
Een kaart van Wolvega rond 1850 waarop Lycklama state zien is

De Lycklama state lag ten oosten van Wolvega en is naar verluidt aan het begin van de 17e eeuw gebouwd. Op de plaats waar de state zou hebben gestaan, staan nu huizen en een verzorgingstehuis.
De state werd gebouwd door grietman Rinco van Lycklama. Hij zou geen afstammeling zijn van Lyckle Eebles. Rinco werd in 1626 Grietman van het huidige Weststellingwerf na Marcus Lycklama, de hoogleraar aan de Universiteit van Franeker.
Agge Lycklama zou de stins eveneens bewoond hebben; hij liet een vaart graven van Nijeholtwolde naar de Tjonger, die de naam Lycklamasloot kreeg. Zo kon men via deze vaart Wolvega bereiken. In 1736 was de state in een zo vervallen staat dat hij werd afgebroken.